# فمیلی ایرلاینز

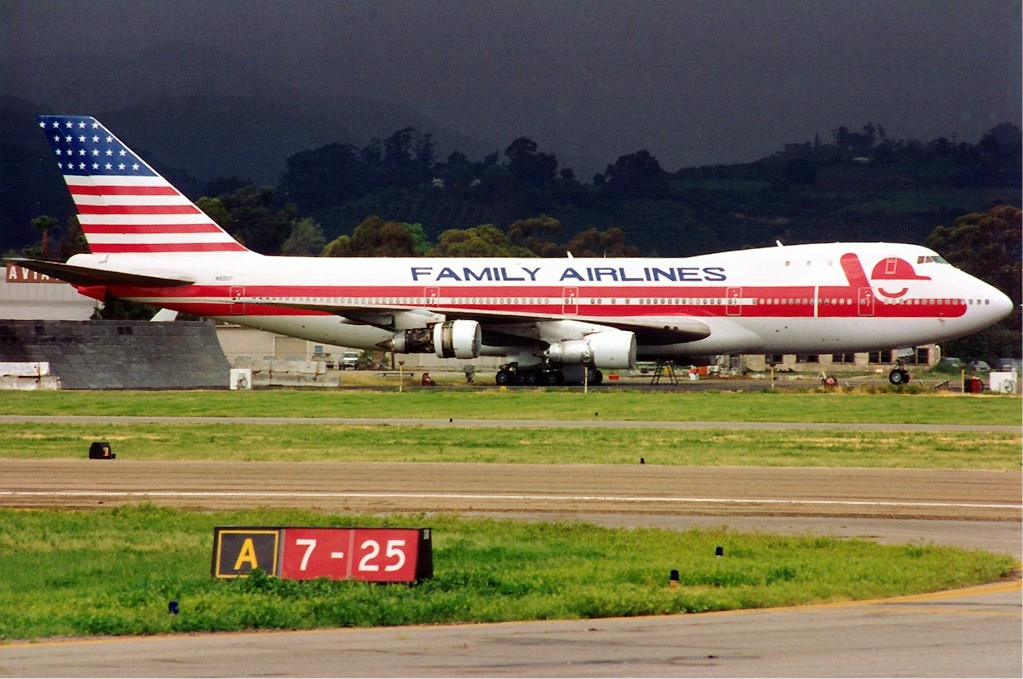
فمیلی ایرلاینز

فمیلی ایرلاینز (به انگلیسی: Family Airlines) یک شرکت هواپیمایی است که در ۱ سپتامبر ۱۹۹۲ میلادی تأسیس شده‌است. دفتر مرکزی فمیلی ایرلاینز در لاس وگاس، نوادا، ایالات متحده آمریکا واقع شده‌است.